# サタモニ!
『情報サプリメント サタモニ!』（じょうほうサプリメント サタモニ）は、2002年10月5日から2003年2月22日まで、毎日放送テレビ（MBSテレビ）の制作により、TBS系列で生放送された情報番組である。放送時間は毎週土曜8:00 - 9:25（JST）。

## 概要
内容は1週間の出来事や、さいころのキーワードなどがあり、なかでも「今日の一言」があった。しかし、番組改編期でない2003年2月22日をもって終了した。

## 出演者
- 鈴木史朗
- 中山エミリ
- 松尾貴史
- 勝恵子（前番組『リアルタイム』から引き続き出演）
- 加藤尚武（当時鳥取環境大学学長、現在同大学名誉学長〉